# Háncs Néptánccsoport
A Háncs Néptánccsoport 1998-ban alakult Hegyfalun, az akkor még Széchenyi István Általános Iskola keretein belül. A csoport neve is innen ered. Az eredeti jelentése: Hegyfalui Általános Iskola Néptánc Csoportja. De ma már a táncosok közül alig akad általános iskolás. Kezdetben Vörös Ágnes tanítónő vezetése alá tartozott egészen 2001-ig, amikor is Tamás Tibor vette át a koreográfus szerepét. Majd 2010-től az új vezetők Somogyi Zoltán és Pálffy Zsuzsanna lettek. A csapatnak jelenleg közel 20 aktív tagja van. Szerveződött egy utánpótlás csapat is, ahol tízen táncolnak. Ők a kis HÁNCS nevet vették fel. Az ő vezetőik is Somogyi Zoltán és Pálffy Zsuzsanna. Falunapokon, szülinapokon, ünnepségeken szoktak fellépni a megyén belül.

## Tanárok
- 1998-2001: Vörös Ágnes
- 2001-2010: Tamás Tibor
- 2010-2011: Somogyi Zoltán és Pálffy Zsuzsanna
- 2011-Hámori Balázs (Kis HÁNCS)

## Táncok
- somogyi
- vasi
- rábaközi
- sárközi
- szatmári
- széki
- Ne nézz hátra (Ghymes-Rege)
- Kézfogás (Ghymes)
- Regölés (Ghymes-Messzerepülő)